# Caco-2

Mikrofotografie von Caco-2-Zellen nach 21-tägiger Kultivierung.

Caco-2 (von Cancer coli, Darmkrebs) ist eine immortalisierte humane Darmkrebs-Zelllinie, die in der Arzneimittelforschung als in vitro-Modell für die intestinale Permeabilität einer Verbindung eingesetzt wird. Caco-2-Zellen haben dieselbe Polarität wie Epithelzellen und ähneln diesen morphologisch stark.

## Geschichte
Caco-2 wurde in den 1970ern am Sloan-Kettering Cancer Research Institute aus einem kolorektalen Karzinom isoliert. Zu dieser Zeit waren Zelllinien für die Erforschung verschiedener Krebstypen entscheidend. Caco-2 zeigte ein für Krebszellen untypisches Verhalten: Die Zellen differenzierten spontan in Zellkultur und wurden epithelzellenähnlich. In den 1980ern wurde der Einsatz von Caco-2 als Modell für die intestinale Permeabilität entwickelt, als Pionier gilt der an der University of Kansas forschende Ismael J. Hidalgo.

## Anwendung
Differenzierte Caco-2-Zellen weisen Mikrovilli, tight junctions und für Enterozyten typische Enzyme wie Lactase, Aminopeptidase N, oder Saccharose-Isomaltase auf. Caco-2-Zellen werden meist als Monolayer eingesetzt. Polarisierte Caco-2-Monolayer zeigen eine ähnliche Permeabilität wie das menschliche Darmepithel. Die Zelllinie wird deshalb vor allem in der frühen Arzneimittelforschung eingesetzt, um die Membrangängigkeit eines potentiellen Arzneistoffes zu prüfen.